# Kriszana

Kriszana na mapie Rumunii

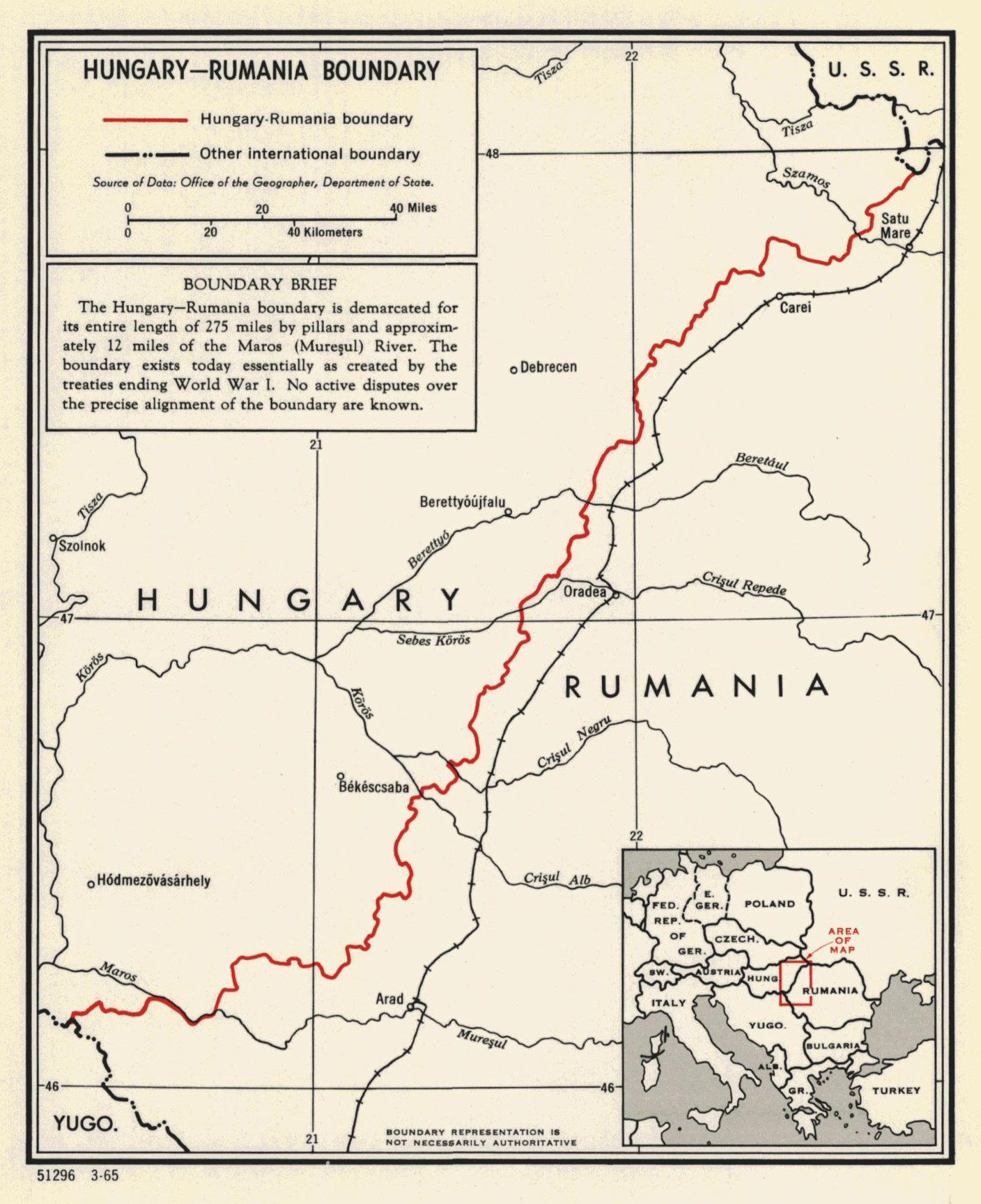
Granica rumuńsko-węgierska dzieląca m.in. Kriszanę

Kriszana (niem. Kreischgebiet, rum. Crișana, węg. Körösvidék) – kraina historyczna w zachodniej Rumunii i wschodnich Węgrzech, niekiedy traktowana jako część Siedmiogrodu. W Rumunii leży na terenie okręgów Bihor i Arad, mniejsze fragmenty na terenie okręgów Satu Mare, Sălaj i Hunedoara, a na Węgrzech na terenie komitatu Békés oraz komitatu Hajdú-Bihar. Główne miasta to Oradea, Arad i Salonta w Rumunii oraz Gyula, Debreczyn i Békéscsaba na Węgrzech. W Rumunii zamieszkuje ją oprócz Rumunów liczna mniejszość węgierska.

## Historia
W X wieku na ziemiach tych istniało niewielkie państwo, wkrótce opanowane przez Arpadów – odtąd Kriszana pozostawała pod władaniem węgierskim. W XVI wieku Kriszana została przyłączona do Księstwa Siedmiogrodzkiego (jako jednak formalnie osobna jego część, nazywana Partium – od łacińskiego słowa „część”, w znaczeniu części Węgier oderwanej od Królestwa Węgier), w którego granicach pozostawała do 1664 roku, kiedy wcielona została bezpośrednio do Turcji. W 1699 roku dostała się pod panowanie Habsburgów, początkowo ponownie w granicach Siedmiogrodu, wkrótce potem na powrót bezpośrednio w granicach Królestwa Węgier. Na mocy traktatu z Trianon w 1920 roku większość Kriszany została przyłączona do Rumunii. W czasie II wojny światowej na mocy drugiego arbitrażu wiedeńskiego większa część Kriszany przez pewien czas znajdowała się ponownie w granicach Węgier. Po wojnie powrócono do granic sprzed 1940 roku.